# Jean-Baptiste Duvernoy

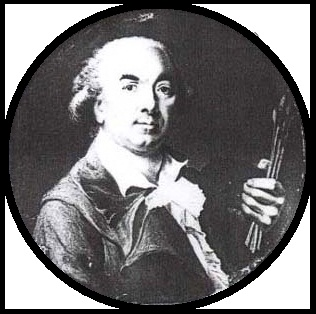
Jean-Baptiste Duvernoy

Jean-Baptiste Duvernoy (* 11. Mai 1801 Varzy; † 16. März 1880 in Paris) war ein französischer Pianist und Komponist der Romantik. Er lehrte am Conservatoire de Paris. Er schrieb mehr als 300 Werke. Bis heute verwendet werden seine Etüdenwerke wie die Ecole primaire op. 176 (25 Etüden für den Elementarunterricht).